# 呂宋票
呂宋票是於19世紀中葉，在中國東部沿海地區流行的一種由外國引入的彩票，其發源地為時宜西班牙殖民地的小吕宋〈今菲律宾〉。这种彩票的发行方式由西班牙傳入，由小呂宋國王主持開彩，收益歸為國有。這種经营模式的大型彩票，流傳至近代，可見实力雄厚，运作手法完善，故在中国独领风骚近40年。仅在上海一地，营销额大概就在50萬银元左右。
飄洋過海的吕宋票在中国获得丰厚利润的状况，使中国中出现了仿办活动。但自清前期以来，官方对于赌博有厉行禁止之律例，包括白鸽票和闱姓在内的抽奖形式，始终就被当作赌博行为而屡遭查禁。光绪6年(1880年)，上海县官府还出示禁止仿办吕宋票，并处理了2批托寄洋商名下私制彩票之人。